# Verlegde Broekgraaf
De Verlegde Broekgraaf is een beek in Nederlands Zuid-Limburg in de gemeente Meerssen. De beek ligt bij Geulle op de rechteroever van de Maas en heeft een lengte van ongeveer 1,2 kilometer.

## Ligging
De beek ligt in het Maasdal tussen Brommelen en Hulsen en passeert daarbij buurtschap Westbroek. De beek ontstaat ten zuidwesten van Brommelen door de samenvloeiing van de beken Rijnbeek en Stalebeek. Vanaf het ontstaan stroomt de beek in noordelijke richting. Bij Kasteel Geulle vloeit de beek samen met de Molenbeek en de Zandbeek tot de Oude Broekgraaf die uiteindelijk in de Maas uitmondt.

## Zijbeken
De Verlegde Broekgraaf wordt door verschillende zijbeken (en hun zijbeken) gevoed die allemaal hun bronnen hebben in het Bunderbos. Van noord naar zuid zijn dit de:
- Heiligenbeek
  - Bosbeek
  - Leukderbeek
- Berghorstbeek
- Stalebeek
  - Bunderbeek
- Rijnbeek
  - Zavelbeek
  - Paslossing
    - Middelgraaf